# One More Drifter in the Snow
Albums de Aimee Mann
The Forgotten Arm
(2005) @#%&*! Smilers
(2008)
One More Drifter In The Snow est un album d'Aimee Mann sorti en 2006. Il s'agit de reprises de chansons de Noël.

## Pistes
1. Whatever Happened To Christmas - 2:52
2. Christmas Song - 3:19
3. Christmastime - 3:18
4. I'll Be Home for Christmas - 3:18
5. You're A Mean One, M.. Grinch - 3:27
6. Winter Wonderland - 3:46
7. Have Yourself a Merry Little Christmas - 3:54
8. God Rest Ye Merry Gentlemen - 2:06
9. White Christmas - 2:58
10. Calling On Mary - 4:02